# Amblychaeturichthys
Genre
Amblychaeturichthys est un genre de poissons regroupant 2 des nombreuses espèces de gobies.

## Liste des espèces
Selon World Register of Marine Species (17 déc. 2015) et ITIS (17 déc. 2015) :
- Amblychaeturichthys hexanema (Bleeker, 1853)
- Amblychaeturichthys sciistius (Jordan & Snyder, 1901)